# Revkopparblad
Revkopparblad (Episcia reptans) är en växtart i familjen gloxiniaväxter som förekommer naturligt i Colombia, Guyana, Brasilien och Peru. I Sverige odlas arten som krukväxt. 

## Synonymer
- Cyrtodeira fulgida Linden ex André
- Episcia fulgida (Linden ex André) Hook.f.